# La Vierge à l'Enfant avec un évêque et saint Jacques
La Vierge à l'Enfant avec un évêque et saint Jacques est un tableau du peintre français Jacques Blanchard réalisée en 1640. L’œuvre est conservée au musée du Louvre à Paris.
Le tableau représente la Vierge Marie tenant l'Enfant Jésus, accompagnée d'un évêque en adoration et de Jacques de Zébédée, identifiable par son bâton de pèlerin,.
Avant son acquisition par le Louvre en 1947, le tableau faisait partie d'une collection formée en Italie avant 1775, puis a été conservé au château de Margam, à Port Talbot, au pays de Galles. Mis en vente en octobre 1941, il est attribué à Giovanni Gerolamo Savoldo avant d'être identifié comme une œuvre de Blanchard.
Initialement attribuée à Jean-Baptiste Blanchard en raison d'une lecture erronée de la date inscrite près de la signature, elle est réattribuée à Jacques Blanchard. De même, l'identification du vieillard Siméon est corrigée pour celle d'un évêque adorant l'Enfant Jésus,.